# Blue Horizon
Blue Horizon je dvaadvacáté studiové album rockové skupiny Wishbone Ash, vydané společností Solid Rock Records na značce Intergroove v roce 2014
Album představuje zdvojené sólové kytary Andyho Powella a Muddy Manninena. Jeho producenty jsouTom Greenwood, Andy Powell a Joe Crabtree a dostalo mnoho pozitivních hodnocení kritiky.

## Seznam skladeb
1. "Take It Back" (Aynsley Powell) - 6:01
2. "Deep Blues" (Muddy Manninen / Ian Harris, Andy Powell, Joe Crabtree) - 5:28
3. "Strange How Things Come Back Around" (Roger Filgate) - 6:01
4. "Being One" (Manninen, Crabtree, Tom Greenwood / Harris, Crabtree, Greenwood, Andy Powell) - 5:07
5. "Way Down South" (Harris, Andy Powell) - 6:45
6. "Tally Ho!" (Manninen / Harris) - 4:46
7. "Mary Jane" (Manninen / Harris) - 4:38
8. "American Century" (Aynsley Powell / Andy Powell, Crabtree) - 5:07
9. "Blue Horizon" (Manninen / Harris) - 7:45
10. "All There Is to Say" (Pat McManus, Wishbone Ash / Andy Powell) - 7:24

## Obsazení

### Wishbone Ash
- Andy Powell - kytara, sólový zpěv
- Muddy Manninen - kytara, doprovodný zpěv
- Bob Skeat - baskytara, doprovodný zpěv
- Joe Crabtree - bicí, perkusy, doprovodný zpěv, kytara na "All There Is To Say".

### Hostující hudebníci
- Pat McManus - housle na "Take It Back" a "All There Is To Say", buzuki na "All There Is To Say"
- Lucy Underhill - doprovodný zpěv na "Strange How Things Come Back Around" a "American Century"
- Richard Young - perkusy na "Strange How Things Come Back Around"
- Tom Greenwood - varhany na "Blue Horizon"